# ADCIRC
Il modello ADCIRC (contrazione di ADvanced CIRCulation model) è un modello generale della circolazione oceanica ad alte prestazioni, multipiattaforma e usato per simulare onde di tempesta, maree e problemi di circolazione costiera.
Originariamente sviluppato da Rick Luettich e Joannes Westerink, il modello è attualmente mantenuto e sviluppato da una combinazione di accademici, partner governativi e appartenenti ad aziende private che includono l'Università della Carolina del Nord a Chapel Hill, l'Università di Notre Dame e gli United States Army Corps of Engineers.
Il sistema ADCIRC include un modello indipendente multi-algoritmo di previsione dei venti e possiede capacità di accoppiamento avanzate, che permettono di integrare effetti collegati a trasporto di sedimenti, ghiaccio, onde, ruscellamento e baroclinicità.

## Accesso
Si tratta di un modello libero, con i codici sorgente disponibili su richiesta dal sito web, il che permette agli utilizzatori di far funzionare il modello su qualunque compilatore Fortran. Si può acquistare anche una versione pre-compilata in Windows assieme al software idrologico SMS.
ADCIRC è codificato in Fortran e può essere usato con formati nativi binari, ASCII per i testi o netCDF.